# 小针裂叶绢蒿
小针裂叶绢蒿（学名：Seriphidium amoenum）为菊科绢蒿属的植物。分布在俄罗斯以及中国大陆的新疆等地，生长于海拔1,500米的地区，一般生长在戈壁与砾质坡地、荒坡及干旱与盐碱性的土壤上，目前尚未由人工引种栽培。